# Château de Cuire
Le château de Cuire est une ancienne maison forte, du début du XIVe siècle, défigurée vers 1830, qui se dresse sur la commune de Caluire-et-Cuire dans la métropole de Lyon en région Auvergne-Rhône-Alpes.

## Situation
Le château de Cuire est situé dans la métropole de Lyon sur la commune de Caluire-et-Cuire, sur un rocher dominant la Saône. Il faisait partie du Franc-Lyonnais et est maintenant intégré dans le quartier de Cuire-le-Bas.

## Historique
- Le fief est une propriété de l’abbaye d’Ainay ; au XIVe siècle, Jean II de la Palud, abbé d'Ainay de 1313 à 1324[2], y fait construire un château-fort (Domus de Cuereis) ; un prévôt est investi des fonctions judiciaires et chargé de la défense du château.
- En 1571, Pierre Faure de Chaffaut acquiert le fief de l’abbaye d’Ainay pour la somme de 4 000 livres, à la condition expresse que celui-ci ne soit pas revendu à une personne de la religion réformée ; à sa mort, la seigneurie est mise en adjudication pour régler des créances impayées.
- Famille Lange
  - Nicolas II de Lange (1525–1606)[3] acquiert la seigneurie en 1578 pour 1 566 écus d’or sol et deux tiers d’écu ; il épouse successivement Louise de Vinols puis Louise Grollier ; en 1589, époque où Lyon adhère à la ligue, il s’éloigne de la ville, abandonnant son château qu’il a fait agrandir et embellir.
  - Philippe de Lange ( –1635) épouse en 1598 Éléonore, fille et héritière de Nicolas et sa cousine au 4e degré.
  - Arnaud de Lange ( -avant 1660), fils des précédents, épouse en 1621 Marie de La Grange d’Arquian.
  - Hubert de Lange ( -1706), fils des précédents, épouse en 1669 Anne de Sève ; à la suite de difficultés financières, il doit céder la seigneurie en 1694.
  - Balthazar de Lange, second fils des précédents, porte encore le titre de seigneur de Cuire.
- Famille Sève
  - Guillaume de Sève, parent des Lange par alliance, acquiert le fief par décision du tribunal de Conservation de Lyon pour la somme de 26 000 livres.
  - Pierre de Sève ( -1708), fils du précédent, épouse en 1684 Marguerite de Lévis-Châteaumorand.
  - Marie de Sève (1688–1746), fille des précédents, épouse en 1709 Louis de Châteauneuf, marquis de Rochebonne ( -1709) ; à partir de 1731, elle loue le domaine aux sieurs Fournier et Chapuis.
- En 1736, le consulat de Lyon achète la seigneurie à la précédente mais devra la revendre quelques années après pour l’acquit de ses dettes commerciales.
- Simon Claude Boulard de Gatellier (1713–1795) acquiert la seigneurie en 1766 ; dernier seigneur de Cuire, il épouse en 1754 Anne Clérico de Janzé ; des appartements sont loués au sieur Veillas ; à la Révolution, le seigneur du lieu est incarcéré deux fois[4], condamné à une amende de 8 000 livres pour avoir aidé les « rebelles » et meurt quelques mois plus tard à Paris.
- XIXe siècle
  - Charles Merlino (1736–1807), nouveau propriétaire, avait épousé en 1778 Marie Muguet (1758–1836).
  - en 1816, Mme Merlino vend la propriété aux demoiselles Bayle et Gayet.
  - en 1825, ces demoiselles cèdent le bien à l’abbé Augustin Mayol de Lupé (1788–1860) qui y crée une Providence de jeunes filles ; il fera pour 400 000 francs de restauration (notamment, surélévation de la construction principale).
  - à partir de 1843, ce sont les religieuses de la Sainte-Famille qui poursuivent cette œuvre.
  - vers 1898, Eugène François Dubouis demeure au château.
- Époque moderne
  - jusqu’en 1956, la bâtisse sert de pension pour les enfants des mariniers.
  - l’ensemble est désormais aménagé en appartements privés.

## Armoiries
- Lange : De gueules au chevron d'or, chargé d'une coquille de sable, accompagné de trois croissants d'argent, 2 et 1.
- Sève : Fascé d’or et de sable de six pièces, à la bordure componée de sable et d’or.
- Boulard de Gatellier : D'azur à une branche de trois rameaux de bouleau d'argent, feuille d'or ; au chef cousu de gueules, chargé de trois bombes d'or.
- Mayol de Lupé : D'or à six pommes de pin, versées de sinople, 3, 2, 1.

## Description

### éléments de la construction ancienne
- Dès le Moyen Âge, on trouve dans l’enceinte du château une chapelle dédiée à saint Romain, qui sert d’église paroissiale; elle est détruite par un incendie en 1715 ; reconstruite, elle sera abandonnée à la Révolution.
- Un dénombrement de 1671 indique que le château est protégé par une triple enceinte, la seconde comportant trois tours rondes, l’une d’elles abritant des prisons; le domaine possède, en dehors de cette enceinte, un jardin et un verger.
- Au milieu du XIXe siècle, les tours apparaissent encore, mais diminuées dans leur hauteur ; à l’intérieur du château, subsistent un escalier à vis, des chambres exiguës et un petit oratoire éclairé par une seule fenêtre.
- La dernière tour subsistante est démolie pour élargir la montée des Forts.

### la construction actuelle
- Le château se compose de plusieurs bâtiments répartis ainsi:
  - au centre, un logis principal rectangulaire dont les façades s’étagent sur quatre niveaux de cinq travées et un niveau supérieur où court une balustrade; la toiture est composée de quatre pans de faible pente ; depuis la cour intérieure, on accède par un escalier droit au rez-de-chaussée surélevé;
  - au nord et à l’ouest, un ensemble dissymétrique de bâtiments contigus de trois niveaux formant une sorte d’arc de cercle autour du logis principal;
  - au sud-ouest et en prolongement des précédents, un bâtiment de deux niveaux et d’un niveau de combles qui délimite le côté ouest de la cour;
  - au sud-est et formant un angle droit avec le logis principal, un logis de quatre niveaux et un niveau de combles percé d’oculus, avec une façade ouest de trois travées, une façade est aveugle et un pignon sud de deux travées qui borde la cour à l’est;
  - un haut mur qui ferme la cour vers le sud.

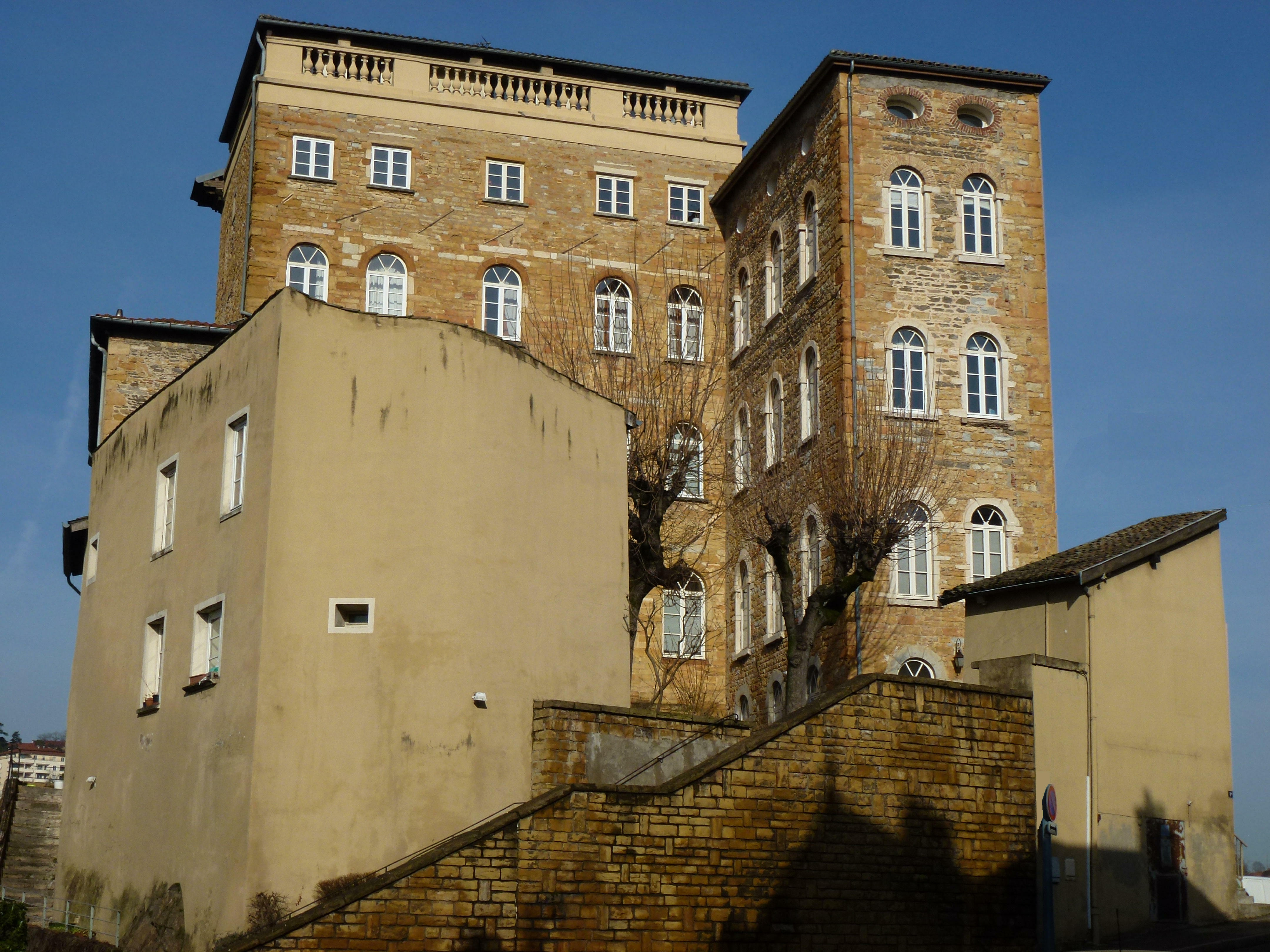
angle sud
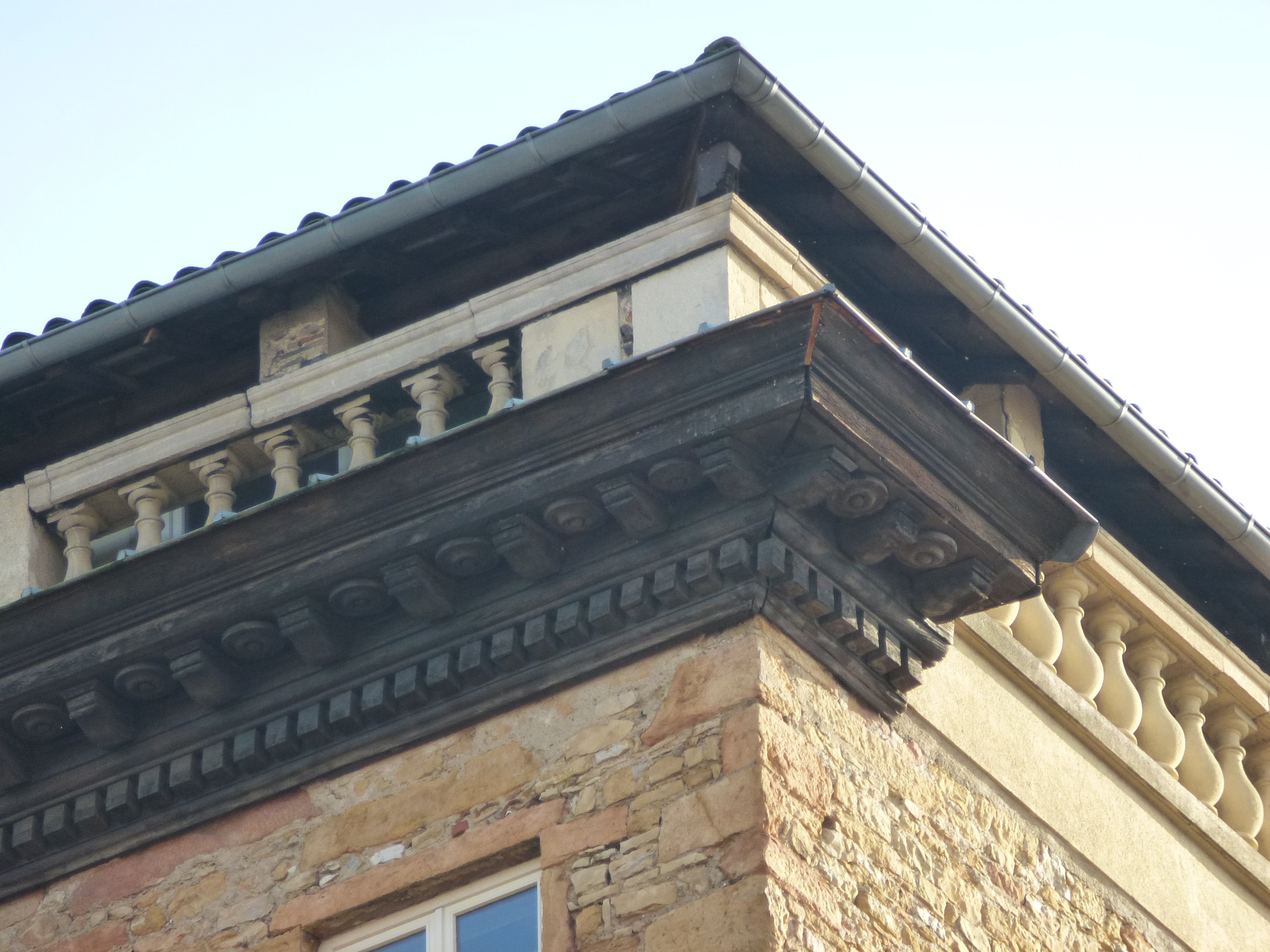
détail du logis principal
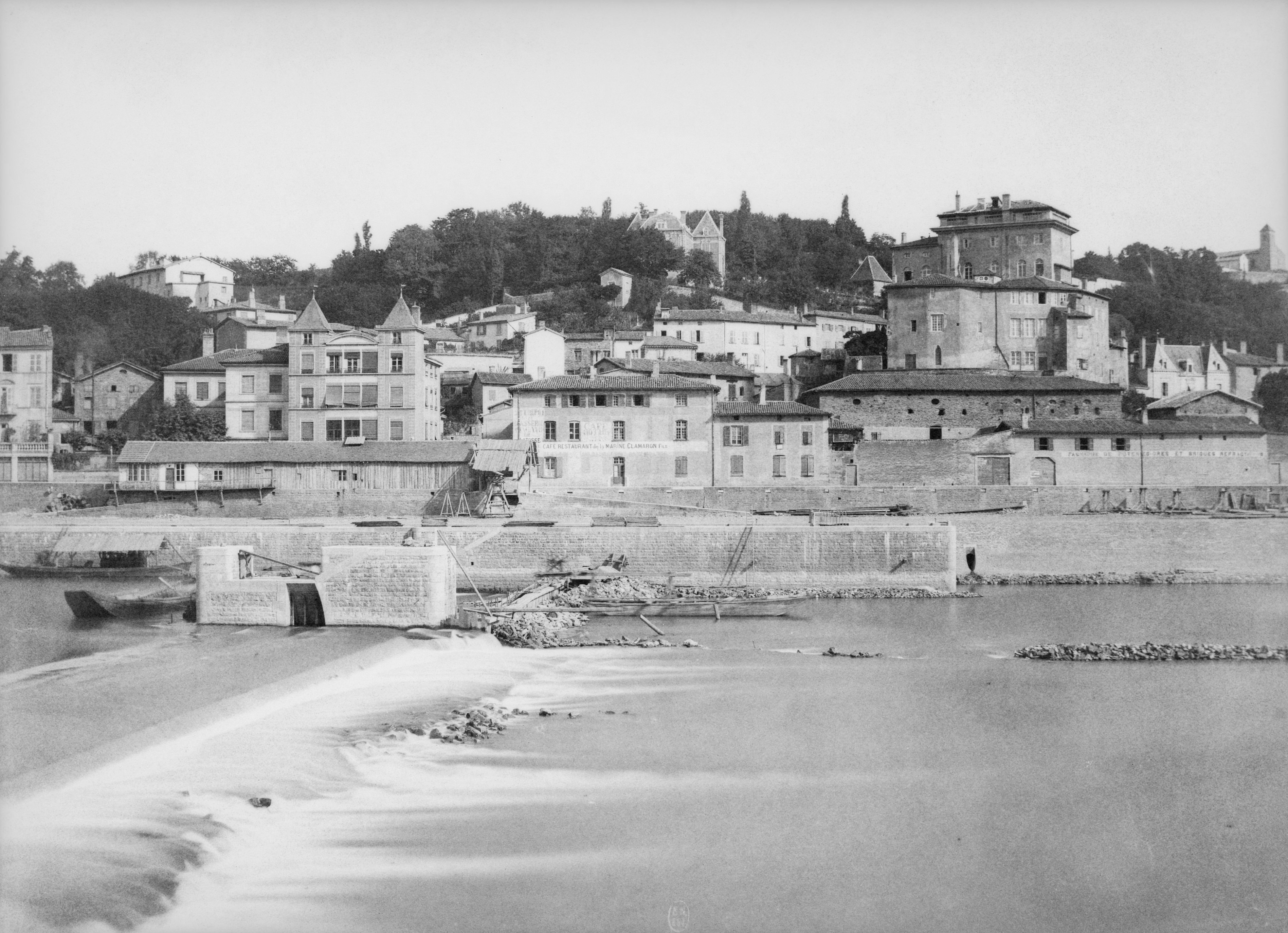
le château à la fin du XIXe siècle